# جامعة الزيتونة للعلوم والتكنولوجيا (فلسطين)
جامعة الزيتونة للعلوم والتكنولوجيا هي جامعة خاصة تُعد من إحدى جامعات دولة فلسطين، تقع على قمة جبل شرق سلفيت في الضفة الغربية، في الطريق الواصل بين سلفيت واللبن الشرقية، وتتوسط المسافة بين مدينتي رام الله ونابلس. يرأس الجامعة داود الزعتري.

## الكليات
تضم الجامعة الكليات والتخصصات الآتية:

### كلية الهندسة والتكنولوجيا[2]
وتضم تخصصات: بكالوريس هندسة الطاقة المتجددة، بكالوريس هندسة الروبوت والتحكم، بكالوريس الهندسة المعمارية.

### كلية العلوم الطبيعية والطبية[2]
وتضم تخصصات: بكالوريس التمريض، بكالوريس المعلوماتية الصحية، بكالوريس علم التصنيع الغذائي والأحياء الدقيقة، بكالوريس المعلوماتية الصحية، بكالوريس علوم البراميديك وإدارة طوارئ.

### كلية الإدارة والأعمال[2]
وتضم تخصصات: بكالوريس المحاسبة، بكالوريس إدارة سلسلة الإمداد والنقل والتوريد، بكالوريس التسويق الرقمي، بكالوريس الأسواق والمنشئات المالية.

### الكلية التقنية المتوسطة[2]
وتضم تخصصات: دبلوم تكنولوجيا الاتصالات اللاسلكية، دبلوم تكنولوجيا التبريد والتكييف والتدفئة، دبلوم تكنولوجيا المصاعد والأدراج الكهربائية، دبلوم إدارة التسويق والمعارض التجارية، دبلوم إدارة خدمات مكاتب التأمين، دبلوم برمجة تطبيقات الموبايل، دبلوم أنظمة الحماية المتكامل، دبلوم التصميم الداخلي والدهانات، دبلوم تكنولوجيا أجهزة طبية.

## معرض صور

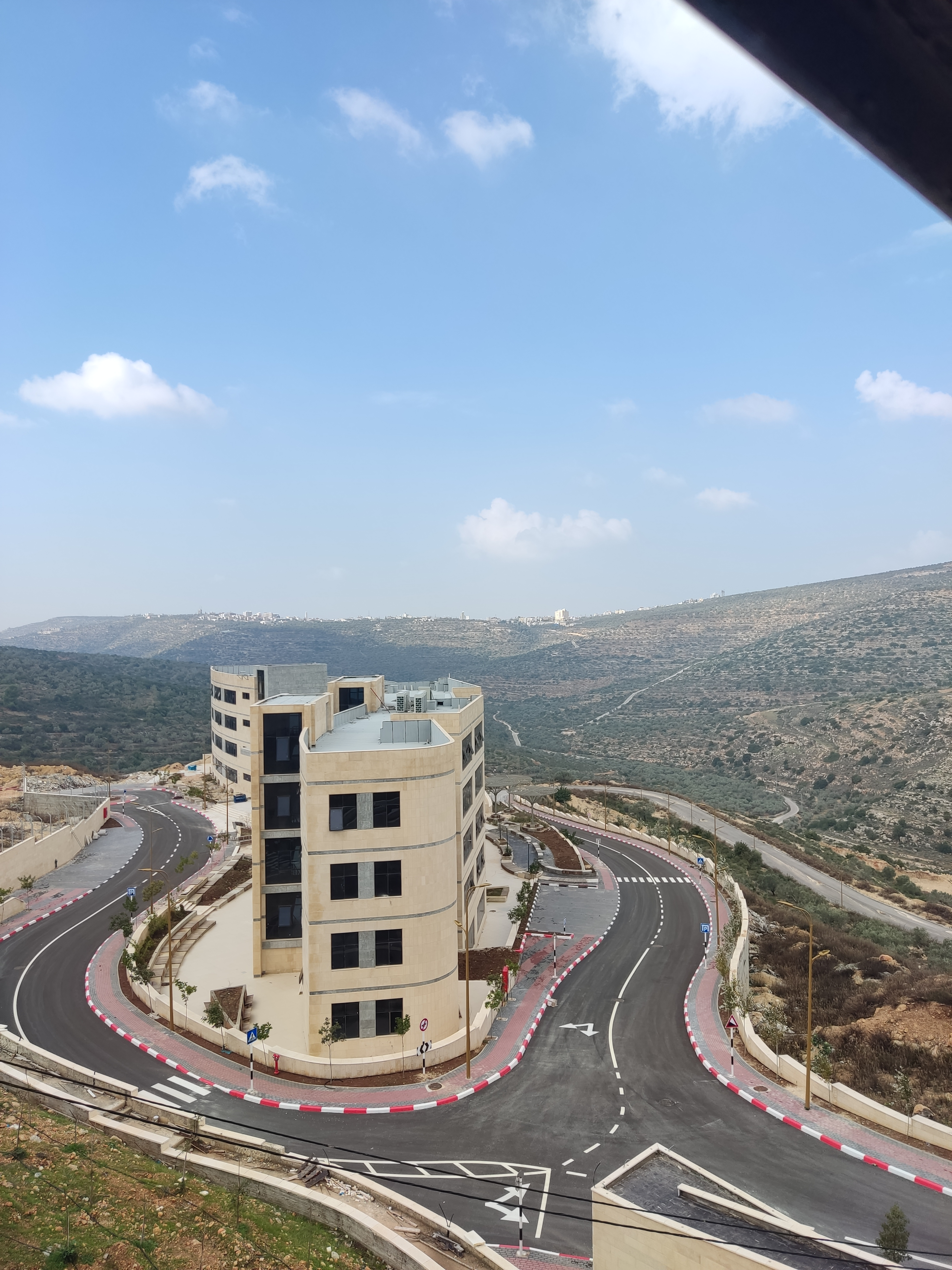

## وصلات خارجية
- موقع الجامعة الرسمي